# Finbo
Finbo är en ö och en by utan fast bosättning i norra Eckerö kommun på Åland. På Finbo finns en lotsstuga som var i bruk 1872–1963. Den har senare gjorts om till fritidsbostad.

## Etymologi
Finbo är sammansatt av finne och bod, finska fiskare har möjligen haft bodar på ön.

## Geografi
Finbos area är 4,5 kvadratkilometer. Ön ligger väster om Finbofjärden som utgör gräns mellan Eckerö och Hammarland. Cirka 5 kilometer norr om Finbo ligger fyrön Sälskär.

## Historia
På 1800-talet fanns två gårdar på Finbo, Södergårds och Norrgårds. Fiske har alltid varit öbornas huvudnäring. Brändöbor använde Finbo om vårarna för att idka strömmingsfiske.
Lotsarna på Finbo ansvarade även för Sälskärs fyr.

## Befolkningsutveckling
| Befolkningsutvecklingen i Finbo 1905–2020 | Befolkningsutvecklingen i Finbo 1905–2020 | Befolkningsutvecklingen i Finbo 1905–2020 | Befolkningsutvecklingen i Finbo 1905–2020 | Befolkningsutvecklingen i Finbo 1905–2020 |
| ----------------------------------------- | ----------------------------------------- | ----------------------------------------- | ----------------------------------------- | ----------------------------------------- |
|                                           |                                           |                                           |                                           |                                           |
| År                                        |                                           |                                           | Folkmängd                                 |                                           |
| 1905                                      | 1905                                      |                                           | 22                                        |                                           |
| 1920                                      | 1920                                      |                                           | 17                                        |                                           |
| 1935                                      | 1935                                      |                                           | 20                                        |                                           |
| 1950                                      | 1950                                      |                                           | 13                                        |                                           |
| 1970                                      | 1970                                      |                                           | 0                                         |                                           |
| 1980                                      | 1980                                      |                                           | 0                                         |                                           |
| 1990                                      | 1990                                      |                                           | 0                                         |                                           |
| 2000                                      | 2000                                      |                                           | 0                                         |                                           |
| 2010                                      | 2010                                      |                                           | 0                                         |                                           |
| 2020                                      | 2020                                      |                                           | 0                                         |                                           |